# Emmanuel Dennis
Emmanuel Bonaventure Dennis, född 15 november 1997, är en nigeriansk fotbollsspelare (anfallare) som spelar för engelska Nottingham Forest. Han spelar även för Nigerias landslag.

## Klubbkarriär

### Tidig karriär
Dennis började sin karriär i Accademia di Abuja.

### Zorja Luhansk
I mars 2016 värvades han av Premjer-liha-klubben Zorja Luhansk. Dennis debuterade den 24 juli 2016 mot Olimpik Donetsk, där han gjorde öppningsmålet i en 3–0-vinst för Zorja Luhansk.
Dennis spelade totalt 22 ligamatcher och gjorde sex mål, en cupmatch samt tre matcher i Europa League under säsongen 2016/2017.

### Club Brugge
Den 30 maj 2017 värvades Dennis av belgiska Club Brugge, där han skrev på ett fyraårskontrakt. Dennis debuterade den 26 juli 2017 i en Champions League-match mot turkiska İstanbul Başakşehir (3–3-match), där han även gjorde ett mål.
Den 1 oktober 2019 gjorde Dennis två mål i en 2–2-match mot Real Madrid i gruppspelet av Champions League 2019/2020.

### 1. FC Köln
Den 25 januari 2021 lånades Dennis ut till tyska Bundesliga-klubben 1. FC Köln på ett låneavtal över resten av säsongen 2020/2021. Dennis spelade under sin tid i klubben totalt nio ligamatcher samt en match i DFB-Pokal mot Jahn Regensburg, där han även gjorde sitt enda mål.

### Watford
Den 21 juni 2021 värvades Dennis av engelska Watford. Den 14 augusti 2021 debuterade Dennis i Premier League och gjorde ett mål i en 3–2-vinst över Aston Villa.

### Nottingham Forest
Den 13 augusti 2022 värvades Dennis av Premier League-klubben Nottingham Forest.

## Landslagskarriär
Dennis debuterade för Nigerias landslag den 10 september 2019 i en 2–2-match mot Ukraina, där han blev inbytt i den 82:a minuten mot Samuel Chukwueze.